# Bleeding Out (canción de Imagine Dragons)
«Bleeding Out» (en español: «Sangrando») es una canción de la banda estadounidense de indie rock Imagine Dragons, compuesta por los intérpretes, el compositor Josh Mosser y el productor inglés Alexander Grant para su álbum debut «Night Visions», alcanzando el número 30 en la lista Billboard Rock Songs.

## Composición
«Bleeding Out» se reproduce a 84 latidos por minuto. La canción, en comparación con la primera mitad del álbum «Night Visions», es una de las más oscuras de Imagine Dragons, y como la mayoría de las canciones en el álbum, hace uso del bombo para establecer el tono general y el estado de ánimo de la canción.
La canción incorpora un efecto de producción irregular de última generación, donde los acordes de la guitarra se graban por separado y se mezclan por separado en la propia grabación. Cuando los acordes de la canción no se repiten y fluyen a través de él, la grabación suena normalmente. Sin embargo, si las cuerdas se repiten, se repiten en la grabación así como para producir un efecto de disco roto, como si la grabación está saltando sobre sí misma.
La canción también hace uso de golpes de sintetizador para enfatizar los beligerantes de la atmósfera del Sol y el estado de ánimo. También es notable que el lead-in inusualmente dura tres tiempos, a diferencia de la mayoría de las canciones, donde por lo general el lead-in duraría dos o un solo golpe antes del comienzo de la canción.
«Bleeding Out» se ha interpretado de muchas maneras, pero con el factor constante de sacrificio. La mayoría coincide en que la canción es acerca de las personas que dan todo lo que tienen para otro. Están dispuestos a hacer todo lo posible para proteger a este pueblo, y lo cual incluye «sangrar por ellos».

## Presentaciones en vivo
«Bleeding Out» hasta ahora sólo ha sido interpretada en el «Fall Tour 2012» de la banda, que vio parte de la gira de la banda de los Estados Unidos y Canadá, y en el «Smoke + Mirrors Tour» a modo de medley, acompañada de «Warriors» y «Demons».

## Créditos
Adaptado del booklet de «Night Visions».
Bleeding Out
- Interpretado por Imagine Dragons.
- Escrito por Dan Reynolds, Wayne Sermon, Ben McKee, Alex Da Kid y Josh Mosser.
- Producido por Alex Da Kid para KIDinaKORNER.
- Publicado por KIDinaKORNER / Universal, Songs of Universal, Inc. (BMI) o/b/o Alexander Grant.
- Grabado por Josh Mosser en “Westlake Studios” para KIDinaKORNER.
- Guitarra Adicional por Jonathan Vears.
- Mezclado por Alex Da Kid y Josh Mosser para KIDinaKORNER en “Westlake Studios”.
- Masterizado por Joe LaPorta en “The Lodge”.

℗ 2012 KIDinaKORNER/Interscope Records

#### Imagine Dragons
- Dan Reynolds: Voz.
- Wayne Sermon: Guitarra.
- Ben McKee: Bajo.
- Daniel Platzman: Batería.

## Rendimiento en Listas de Popularidad

### Semanales
| País           | Lista (2012)             | Mejor posición |
| -------------- | ------------------------ | -------------- |
| Nueva Zelanda  | Recorded Music NZ        | 35             |
| Reino Unido    | Official Charts Company  | 161            |
| Estados Unidos | Billboard Hot Rock Songs | 30             |

### Anuales
| País           | Lista (2013)             | Mejor posición |
| -------------- | ------------------------ | -------------- |
| Estados Unidos | Billboard Hot Rock Songs | 58             |

## Certificaciones
| País (Organismo certificador) | Certificaciones | Ventas certificadas | Ref.   |
| ----------------------------- | --------------- | ------------------- | ------ |
| Estados Unidos (RIAA)         | Platino         | 1 000               | [ 10 ] |